# Memni
Memni est une localité du sud-est de la Côte d'Ivoire et appartenant au département d'Alépé, dans la Région des Lagunes. La localité de Memni est un chef-lieu de commune.

## Éducation
C'est à Elima, au sud du pays, qu'est créée la première école officielle le 8 août 1887 avec pour instituteur Fritz-Emile Jeand'heur venu d'Algérie. Elle comptait alors 33 élèves africains qui deviennent les premiers lecteurs en langue française. Elle fonctionne pendant trois ans avant d'être transférée en 1890 à Assinie par Marcel Treich-Laplène, le nouveau résident de France. Le 1er mars 1904, il y avait 896 élèves en Côte d'Ivoire pour une population estimée un peu supérieure à 2 millions d'habitants. Bettié accueille l'une des 7 premières écoles de village créées à partir de 1890, avec celles de Assinie, Grand-Bassam, Mossou, Tabou, Jacqueville, toutes situées sur le littoral du Golfe de Guinée, fonctionnant avec des maîtres d'écoles occasionnels, avec 200 élèves environ recensés en 1895. En 1900, il y avait 11 écoles sur le littoral : les pères des Missions africaines étaient responsables des écoles conventionnées de Grand-Bassam, Moossou, Memni, Abi, Dabou, Abidjan et les écoles officielles étaient celles de Assinie, Grand-Bassam, Jacqueville, Grand-Lahou, tenues par un moniteur africain, Tabou, qui avait un instituteur depuis 1895, avec un nombre d'élèves estimé entre 300 et 350.

## Sports
La localité dispose d'un club de football, l' AS Pierre Méreaud de Memni, qui évolue en Championnat de Division Régionale, équivalent d'une « 4e division » .

## Ecoles
Il y avait un effectif d’environ douze (12) élèves en novembre 1896.
Le nombre insignifiant d’élève se justifie par le fait que les parents gardaient leurs enfants pour les travaux champêtres.
Difficile de convaincre les parents, car on trouvait encore des esclaves à vendre, pour les faire travailler ou même pour les immoler lors de certaines funérailles ou grandes fêtes.
L’arrivée de l’inspecteur de l’enseignement au gouvernement de l’Afrique occidentale Mairot à travers un exposé sur le programme du gouvernement français à propos des colonies se résume en deux (2) axes :
- II ne fallait donner l'instruction qu’à compte-gouttes, pour ne pas former des déclassés et des quémandeurs de places.

- L'instruction qu'on devait donner à un petit nombre d'indigènes devait être essentiellement professionnelle. On pouvait leur à apprendre à lire, parler français, et à écrire, mais il ne fallait pousser cette instruction élémentaire que jusqu'au point indispensable à une profession manuelle[3].

Raconte le Père Cadel dans le bulletin les souvenir que Mgr Boivin au cours d’une allocution « Foyer Nouveau » : « il fit lui-même l’école à Memni, puis à Dabré de 1896 à 1955, près de 60 ans !...C’est ainsi que la Mission de Memni donna longtemps la plupart des employés au chemin de fer local, tandis que celle de Jacqueville alimentait les PTT. »
De toute l’histoire de la Paroisse de Memni, il y a des personnes que l’on ne peut oublier pour leur engagement. On peut citer Monsieur Paul Massan et son prédécesseur Lucien Yapi sans toutefois oublier tous les enseignants pour leur engagement.